# Beclardia macrostachya
Beclardia macrostachya là một loài thực vật có hoa trong họ Lan. Loài này được (Thouars) A.Rich. mô tả khoa học đầu tiên năm 1828.

## Hình ảnh

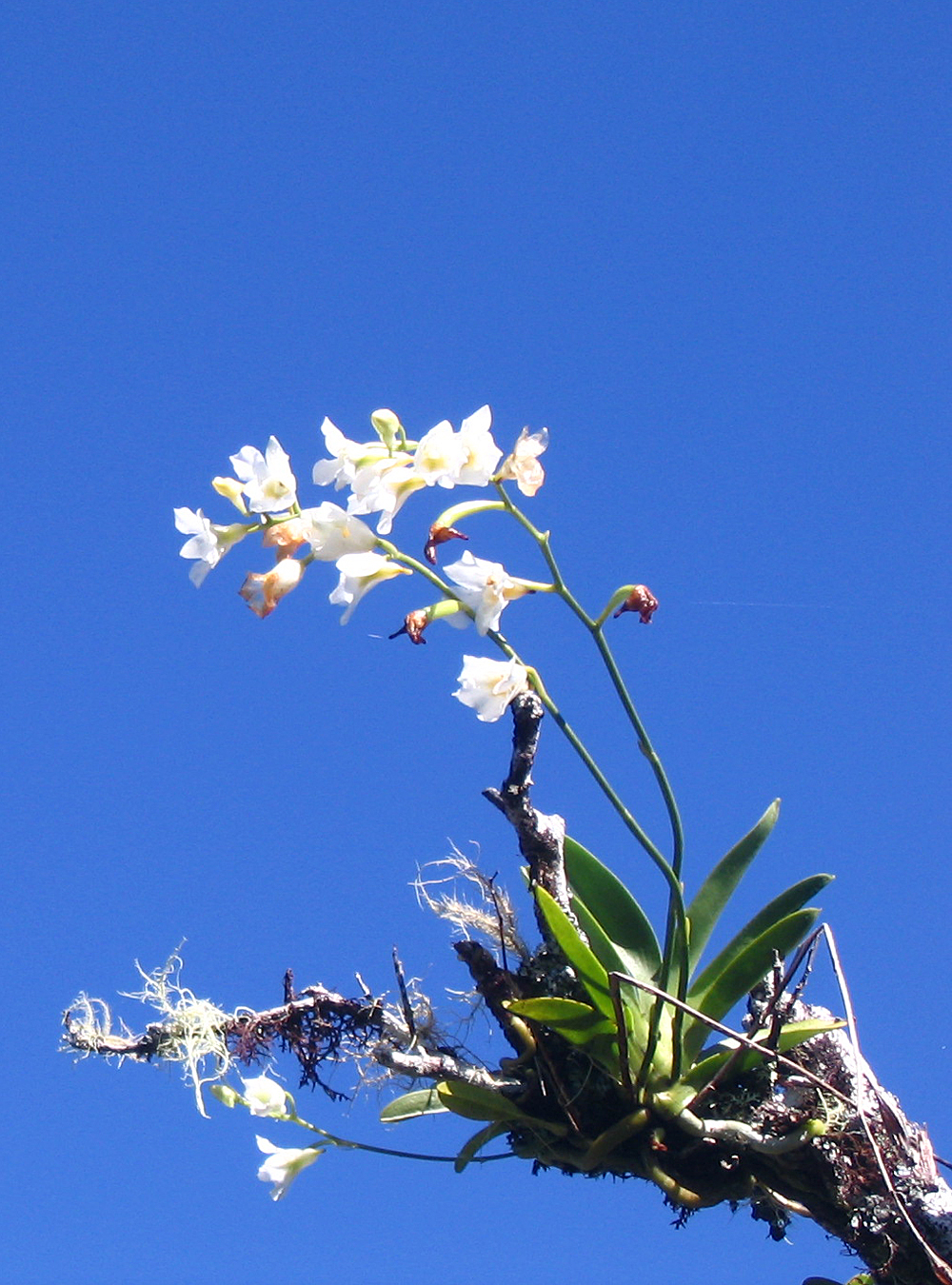
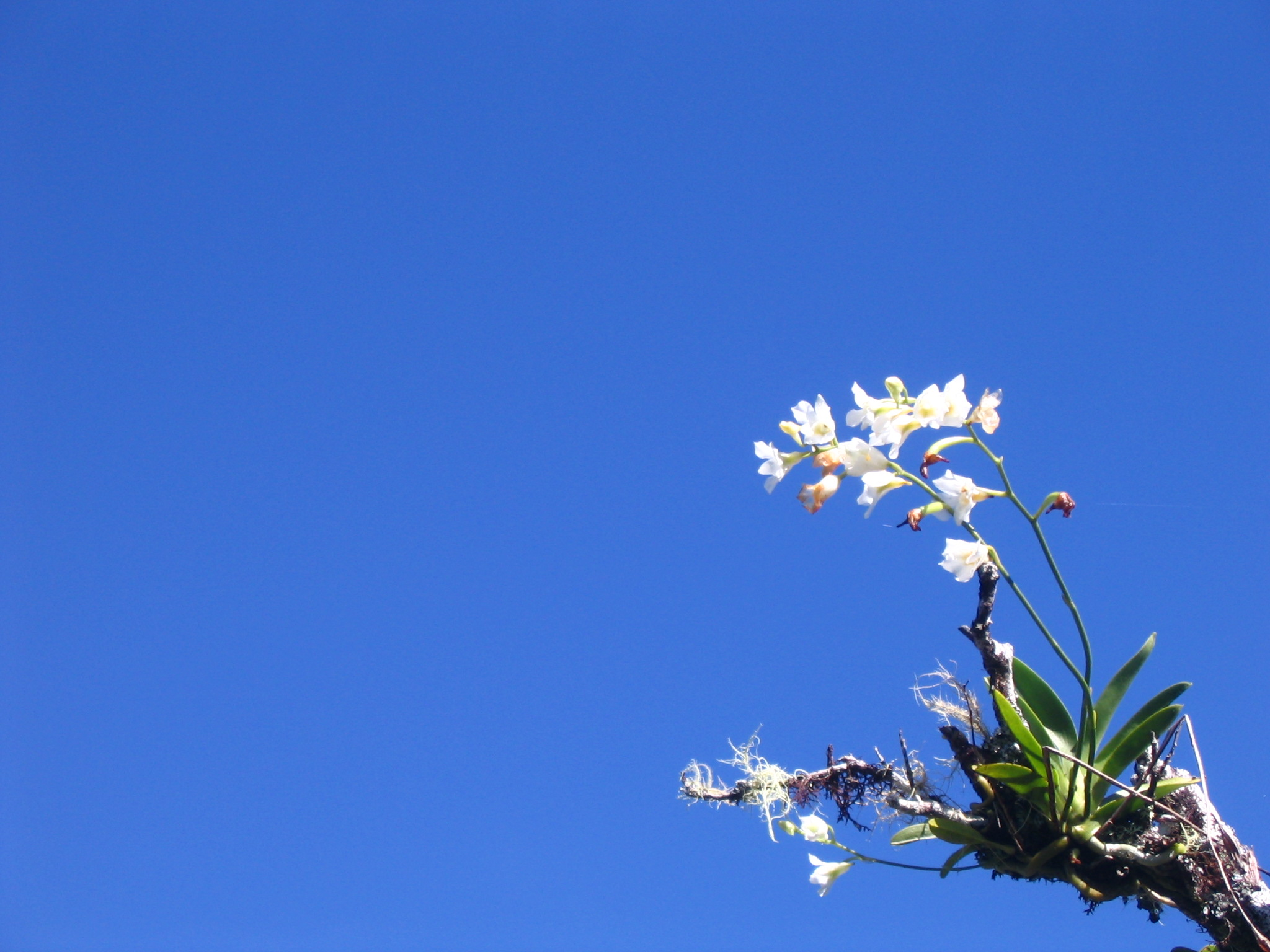